# Református templom (Merenye)
A merenyei református templom a Baranya vármegyei Merenye műemléki védelem alatt álló temploma. Egyes részei 1781-ből származnak. Különös értéke a festett mennyezet és a szintén festett szószék – igaz, utóbbi ma nem itt, hanem a kecskeméti Ráday Múzeumban látható.

## Története
Merenyének története során több temploma is volt (egyszerre mindig legfeljebb egy), de ezek építési és pusztulási idejéről többféle, egymásnak ellentmondó információ áll rendelkezésre; pontosan azt sem lehet tudni, hogy a mai templom falai mikor épültek.
Az 1808-tól 1811-ig itt szolgáló lelkész, Filep József 1808-ban írt egy összegzést a falu templomainak történetéről: ő úgy tudja, hogy már a 17. században állt egy téglatemplom a merenyei Napkeleti sorban, a Felső Vég felé, a földesúr házának közelében, de ezt a templomot a „Kegyetlen Török” 1662-ben lebontatta (méghozzá többnyire azokat az embereket kényszerítették a bontásra, akik korábban az istentiszteletre jártak), az építőanyagot pedig beépítették az akkor török kézen levő szigetvári várba. Ezek után több évtizedig templom nélkül maradt a település, csak 1724-ben készült egy kisebb faoratórium, amely azonban csak 57 évig bírta. A gyülekezet 1777-ben hiába folyamodott a javítás érdekében a helytartótanácshoz, nem találtak meghallgatásra, ezért 1778-ban Mária Teréziához fordultak, de az ügy addig húzódott, hogy 1780-ban nemcsak a királynő hunyt el, de a templom maga is összeomlott.
Körmendy József kutatásai szerint az első fatemplom nem 1724-ben, hanem néhány évvel korábban, 1718-ban épült, majd ezt a sárral tapasztott, szalmatetős építményt 1744-ben fel is újították. Jórészt Tóth Endre egyháztörténész könyve alapján Varga Gyula, Merenye utolsó saját lelkésze is írt 1963-ban egy templomtörténeti összefoglalót: ebben azt állítja, nem is három, hanem négy templom követte egymást a településen: szerinte a második 1692-ben épült.
Az 1780-ban elpusztult templom helyére, szintén fából, 1781-ben építették az újat: ez az évszám valóban meg is jelenik a mai templom mennyezetén levő feliratban, csakhogy a mai templom már nem fából van, tehát valószínű, hogy a mai falakat később, talán 1829-ben építették, abban az évben, amikor a tornyot is.
1949-ben a templomot felújították, kissé átalakították, bútorait pedig jelentősen átrendezték. A villanyt 1958-ban vezették be. A Szigetvári Társegyházközség presbitériuma 1984. július 15-én újabb felújítás mellett döntött, de a teljes költség 522 950 forint lett volna, míg a merenyei gyülekezet csak 60 000 forintot tudott volna ráfordítani, amit a szigetváriak 10 000-rel kiegészítettek. Valószínűleg a pénzhiány miatt a (csak az épületszerkezeti és homlokzati elemekre kiterjedő) felújítás csak 1995-ben ért véget. Az épület előtt álló két hatalmas, de elöregedett vadgesztenyefát valamikor 2006 és 2009 között vágták ki.

## Leírás
A késő barokk, keleti tájolású templom Merenye főutcájának, a Kossuth utcának nagyjából a közepén található, annak nyugati oldalán. Egyenes záródású hajójának hossza 16, szélessége 11 méter, a keleti oldalán csatlakozik hozzá ívelt vonalú félattikákkal a 20 méter magas torony, amelyet nyolcszögletű, gúla alakú bádogsisak fed, négy kis fiatoronnyal. A templomnak a torony felőli oldalon is van egy bejárata, valamint az északi oldalon is, igaz, ez utóbbi eredetileg a déli fal közepén nyílt, és csak 1949-ben helyezték át az északira. Az épület végén egy, oldalán 3–3 boltíves ablak nyílik, míg a torony bejárata fölött egy félkör alakú, afölött egy kerek, még följebb pedig újabb négy nagyobb boltíves ablak található. A templom egyik harangja 100 kilogrammos, a másik kétszer ennyi; az egyiket 1909-ben, a másikat 1925-ben öntötték.
A szószék és az úrasztala a belső tér nyugati végének közepén áll, a két oldalon sorakozó 27, valószínűleg több évszázados korú pad mindegyike ezek felé néz. Maga az úrasztala szokatlan módon egy Thonet-bútor, kerek fehér márványlapjának felirata szerint 1888-ból ered „Bíró János és Domján Kata buzgóságából”.

### Festett díszítésű elemek
A merenyei templom különleges értékét a berendezés egy részének festett díszítése adja. A Dél-Dunántúl egyik legszebb darabjának tartott díszes szószék, Nagyváti Ferenc alkotása azonban ma már nem itt található. Az idők során szétszedték, darabjait a parókia istállójába dobálták egyéb hulladékok közé, ahol később Mándoki Lászkó talált rájuk. 1975-ben Pécsen összerakták és felújították a szószéket, majd 1983-ban a kecskeméti Ráday Múzeumba vitték, ahol ma is őrzik.
Az egyedi mennyezet viszont ma is eredeti formájában látható. A 129 m²-es felület alapszíne kobaltkék, és farács osztja fel sok kis négyzetre, amitől első ránézésre a kazettás mennyezetekhez tűnik hasonlónak. Az álkazetták többségének közepén egy-egy nyolcágú csillag látható, amelyek minden ágának egyik fele pirosra, másik fele fehérre van festve, ezáltal kissé térbeli mintázatúnak látszanak. A mennyezet közepén egy több „kazettányi” méretű barokk díszítésű feliratos tábla tájékoztat az alkotás elkészültének évéről, 1781-ről. A táblát körülvevő 12 álkazetta nem a szokásos csillagot tartalmazza, hanem egy-egy faragott, hatrészes dupla rozettát illsztettek beléjük, piros, fehér, zöld és sárga szirmokkal.
A templom keleti végén található fakarzat feljárója a délkeleti sarokban található. Alja kazettás, és a mennyezethez hasonló kék alapszínű, csillagokkal díszítve. A mellvéd 9 mezőre van osztva, ezekre egy-egy patronos virágcsokrot festettek, illetve a három középsőre a virágok helyett egy-egy csillagot. A mellvédet (valószínűleg az 1949-es átrendezés során) egy kis kiugró faerkéllyel bővítették, amelynek csupán farostlemez alkotja a falait, viszont itt helyeztek el egy régi asztalosműremeket: a Nagyváti Ferenc által készített, faragott, díszes kerettel rendelkező, címerpajzshoz hasonló táblát, amelynek felirata az alkotó nevéről tájékoztat.
A padsorok elejét lezáró előpadok is rendelkeznek egyfajta szerény díszítéssel: a táblákra osztott felület tábláinak többségére egyszerű tulipános és fészkes virágos ábrát festettek, de megjelenik itt egy rozetta és a koronás címer is.